# アンデルソン・ドゥアルテ
アンデルソン・ナタエル・ドゥアルテ・ダ・シルバ（Anderson Nathael Duarte da Silva, 2004年3月23日 - ）は、ウルグアイ・タクアレンボー県タクアレンボー出身のプロサッカー選手。カンペオナート・ウルグアージョ・デフェンソール・スポルティング所属。ポジションは フォワード。

## クラブ経歴
2021年にデフェンソール・スポルティングのトップチームに昇格。同年11月11日のセグンダ・ディビシオン・プロフェシオナル（2部リーグ）のウルグアイ・モンテビデオ戦でプロデビュー。翌2022年7月11日のCAボストン・リーベル戦では、プロ初ゴールを決めた。

## 代表経歴
2023年にアルゼンチンで開催された2023 FIFA U-20ワールドカップに、ウルグアイ代表として出場。ラウンド16のガンビア戦でゴールを決めると、続く準々決勝のアメリカ戦でゴールを決め、更に準決勝のイスラエル戦でもゴールを決め、3試合連続ゴールを記録。チームは決勝戦でイタリア戦で1-0で勝利し、初優勝を成し遂げた。

## 個人成績
| 国内大会個人成績 | 国内大会個人成績               | 国内大会個人成績 | 国内大会個人成績 | 国内大会個人成績 | 国内大会個人成績 | 国内大会個人成績 | 国内大会個人成績 | 国内大会個人成績 | 国内大会個人成績 | 国内大会個人成績 | 国内大会個人成績 |
| 年度             | クラブ                         | 背番号           | リーグ           | リーグ戦         | リーグ戦         | リーグ杯         | リーグ杯         | オープン杯       | オープン杯       | 期間通算         | 期間通算         |
| 年度             | クラブ                         | 背番号           | リーグ           | 出場             | 得点             | 出場             | 得点             | 出場             | 得点             | 出場             | 得点             |
| ウルグアイ       | ウルグアイ                     | ウルグアイ       | ウルグアイ       | リーグ戦         | リーグ戦         | リーグ杯         | リーグ杯         | オープン杯       | オープン杯       | 期間通算         | 期間通算         |
| ---------------- | ------------------------------ | ---------------- | ---------------- | ---------------- | ---------------- | ---------------- | ---------------- | ---------------- | ---------------- | ---------------- | ---------------- |
| 2021             | デフェンソール・スポルティング | 7                | セグンダ         | 3                | 0                | -                | -                | -                | -                | 3                | 0                |
| 2022             | デフェンソール・スポルティング | 10               | プリメーラ       | 16               | 1                | -                | -                | 5                | 1                | 21               | 2                |
| 2023             | デフェンソール・スポルティング | 10               | プリメーラ       |                  |                  | -                | -                |                  |                  |                  |                  |
| 通算             | ウルグアイ                     | ウルグアイ       | セグンダ         | 3                | 0                | -                | -                | 0                | 0                | 3                | 0                |
| 通算             | ウルグアイ                     | ウルグアイ       | プリメーラ       | 16               | 1                | -                | -                | 5                | 1                | 21               | 2                |
| 総通算           | 総通算                         | 総通算           | 総通算           | 19               | 1                | 0                | 0                | 5                | 1                | 24               | 2                |

## タイトル

### クラブ
デフェンソール・スポルティング
- コパ・AUF・ウルグアイ（2022）[6]

### 代表
U-20ウルグアイ代表
- FIFA U-20ワールドカップ（2023）[7]